# Synanthedon soffneri
Synanthedon soffneri is een vlinder uit de familie wespvlinders (Sesiidae), onderfamilie Sesiinae.
Synanthedon soffneri is voor het eerst wetenschappelijk beschreven door Špatenka in 1983. De soort komt voor in het Palearctisch gebied.